# Ouragan Gustav (2002)
Pour les articles homonymes, voir Ouragan Gustav (homonymie).
L’ouragan Gustav est le septième cyclone tropical nommé et le premier ouragan de la saison 2002. Gustav constitue ainsi le premier ouragan d'une saison cyclonique dans l'Atlantique nord nommé le plus tardivement, puisqu'il n'a acquis ce statut que le 11 septembre 2002, depuis 1941.
Gustav a une origine subtropicale, et sera le premier cyclone subtropical à recevoir un nom. Il est également le troisième d'une série de huit cyclones tropicaux qui se formeront durant le mois de septembre, un nouveau record face à la Saison cyclonique 2000 dans l'océan Atlantique nord, qui sera égalé en 2007.

## Évolution météorologique

Gustav le 9 septembre à 18h05 TU

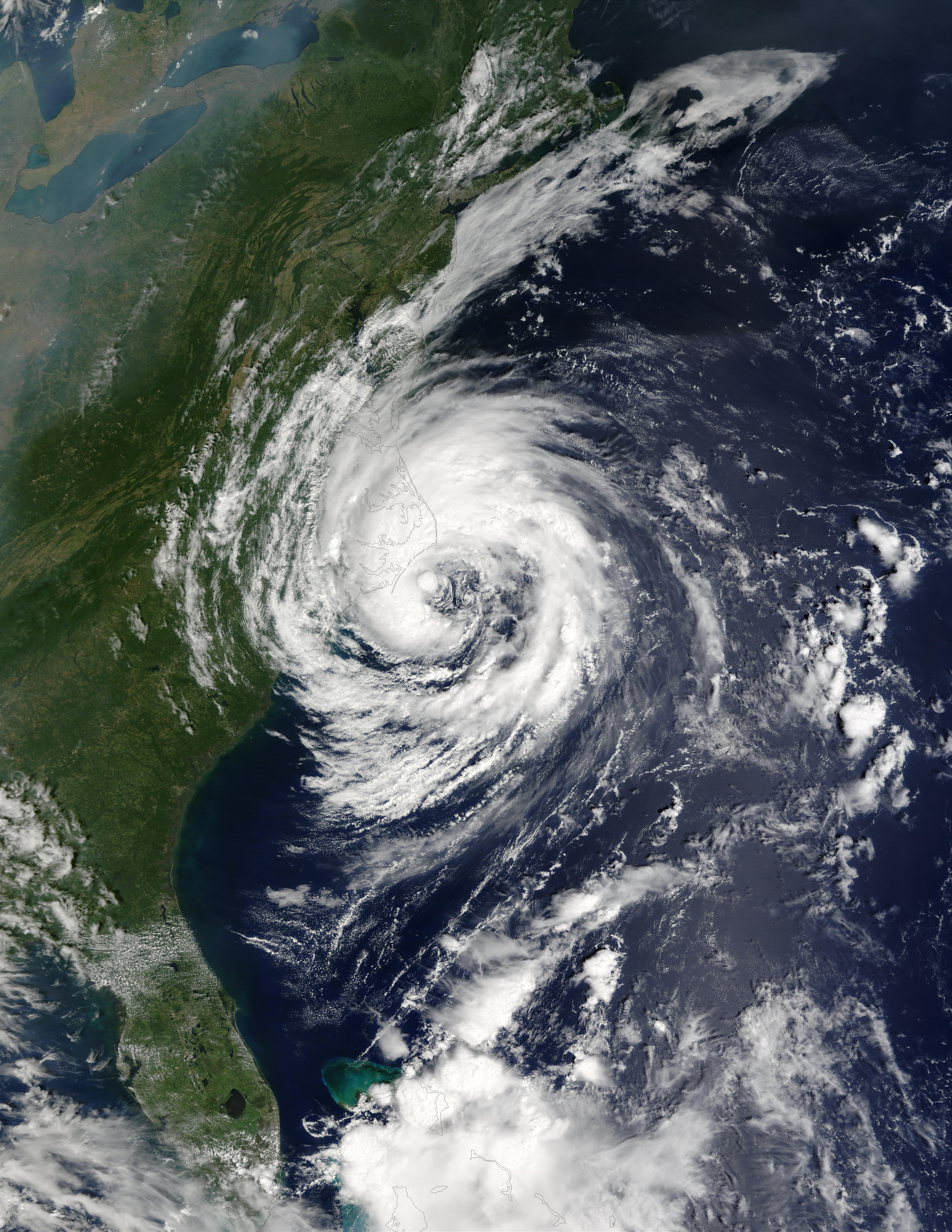
Gustav le 10 septembre à 15h40 TU près du Cap Hatteras

Une large zone de temps perturbé, marqué par une activité pluvio-orageuse, se forme le 6 septembre et s'étend des Bahamas aux Bermudes. Elle s'appuie sur un large creux barométrique d'altitude. Le 7 septembre se forme une dépression non tropicale, mais qui a une circulation fermée. Son mouvement est orienté alors au nord le lendemain, alors que la convection augmente, la dépression devient subtropicale à 815 kilomètres au sud-sud-est du Cap Hatteras. Quelques heures plus tard, elle est un cyclone subtropical, et sera baptisé Gustav. Auparavant, aucun nom n'était attribué à ces cyclones, et ils étaient simplement numérotés.
Gustav, durant la journée du 9 septembre, adopte une des structures caractéristiques possibles des tempêtes subtropicales, avec une organisation en virgule des orages autour du centre. Il se déplace alors vers le nord-ouest, bloqué au nord et nord-est par une crête barométrique d'altitude. Sa convection est particulièrement bien établie au nord et au nord-est.
Cependant, ce n'est que le 10 septembre à 12h00 UTC que Gustav accède au statut une tempête tropicale. Un cœur chaud avec une poussée de convection atmosphérique a en effet pris place au centre, et entraîne une circulation cyclonique. L'image satellite illustre bien ce phénomène. Une poussée de convection est visible au centre avec la boule cotonneuse caractéristique d'un groupe de cumulonimbus. Autour, s'enroule en écharpe l'ancienne structure en virgule. Cette bande orageuse cherche même, à l'Ouest du centre, à se fermer pour définir une circulation cyclonique close autour du centre.
C'est le 10 septembre, dans l'après-midi vers 16h00 UTC, que Gustav tourne au nord-est, poussé par un creux barométrique qui se trouve au-dessus des États-Unis et qui repousse la crête barométrique. Son centre évite in-extremis de toucher terre au Cap Hatteras, même si bande convective est passée au-dessus des terres. Il accélère alors, porté par un puissant flux de sud-ouest. Les conditions sont alors idéales pour un renforcement. Le Gulf Stream lui fournit de l'énergie et l'interaction avec le creux lui est favorable. Le 11 septembre à 11h50 UTC, Gustav devient un ouragan. Il atteint la catégorie 2 le 11 septembre vers 18h00 UTC. Le creusement se poursuit le 12 septembre mais les vents ne se renforcent pas en conséquence. Il commence alors sa transition extratropicale. À 04h30 UTC, il traverse l'île du Cap Breton en tant qu'ouragan,. Il devient quelques heures plus tard extratropical, puis touche une seconde fois terre, à l'Est de Port-aux-Basques, Terre-Neuve. Les restes de Gustav tourneront au nord-ouest tard le 13 septembre, puis se dissiperont au-dessus de la mer du Labrador le 15 septembre.

## Préparatifs
Une première veille à la tempête tropicale est émise du cap Fear à la frontière entre la Caroline du Nord et la Virginie le 8 septembre à 21h00 UTC. Le virement de Gustav vers le nord-ouest était anticipé, mais il allait le faire trop tard pour éviter la Caroline du Nord, et la veille est convertie en alerte cyclonique le 9 à 03h00 UTC. Au même moment, une veille à la tempête tropicale est émise en complément, s'étendant de la frontière entre la Caroline du Nord et la Virginie, et le Sud de la baie de Chesapeake. Face à la montée en puissance de Gustav, qui ne s'éloigne que lentement des côtes, elle est revue en alerte à la tempête tropicale 24 heures plus tard.

## Impacts

### Bahamas
La dépression à l'origine de Gustav, puis Gustav lui-même, alors qu'il est une tempête subtropicale, affecteront de loin les Bahamas. Le total des précipitations entre le 6 et 9 septembre, qui peuvent être en partie liées à Gustav, s'élèvent à environ 65 millimètres.

### Carolines et Virginie

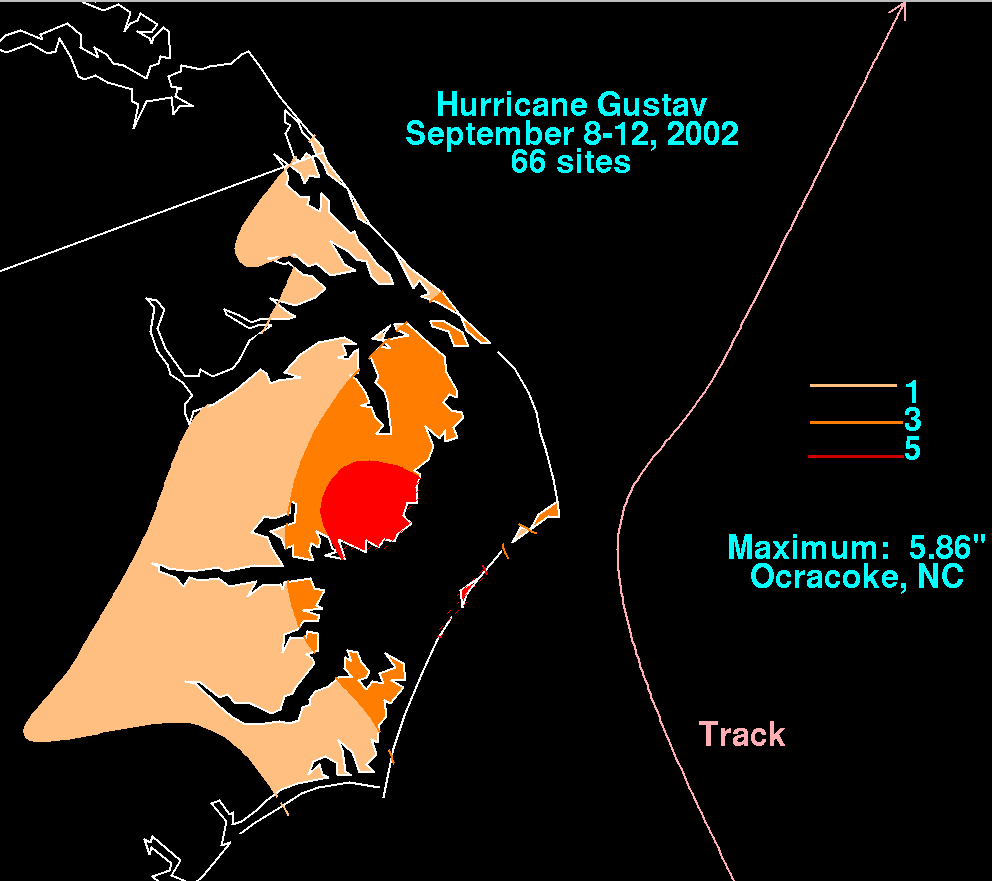
Accumulations de pluie dans les Carolines

Bien que le centre de Gustav n'ait jamais physiquement traversé les terres, une portion de la Virginie et de la Caroline du Nord ont connu des conditions de tempête tropicale. Dans le Comté de Dare, les vents ont dépassé les 35 nœuds soutenus sur 2 minutes. Une rafale a atteint les 68 nœuds au Cap Hatteras. Ailleurs, ils ont été mesurés entre 54 nœuds et 66 nœuds. Les précipitations atteignirent 50 à 120 millimètres. Les Outer Banks expérimentèrent une onde de tempête de 1,6 à 2 mètres. Une personne sera emportée par une vague en Caroline du Sud, la seule victime de Gustav dans cette région. Les dommages, provoqués par quelques inondations en Caroline du Nord sont évalués à 114 000 $US (2002). On rapporte une noyade à Myrtle Beach en Caroline du Nord.

### Nord-est des États-Unis
De violentes rafales toucheront le New Jersey puis New York le 11 septembre. Même si le système est resté bien au large, le gradient de pression atmosphérique entre Gustav et un anticyclone sur le continent a donné en général des rafales 55 à 70 km/h au New Jersey. Des rafales plus fortes ont été signalées le long de la côte et le maximum de 100 km/h a été signalée à Keansburg. Les vents dans l'est de l'État de New York et la Nouvelle-Angleterre, surtout le Massachusetts, ont atteint la force de tempête dans l'échelle de Beaufort. Les rafales de plus de 90 km/h avec des rafales à 108 km/h ont été relevés dans les Catskill. Les rafales ont atteint 80 km/h dans le Massachusetts et 90 km/h à Long Island,.
Le vent tuera 3 personnes. Deux mortalités ont été relevées au New Jersey, un homme a été tué par la chute d'un mur de blocs de ciment sur lequel il travaillait dans le canton de West Windsor et une femme âgée est morte par la chute d'une branche dans le canton de West Amwell. On rapporte un mort dans l'État de New York quand un bateau a chaviré dans le Long Island Sound. On dénombre 12 blessés.
Les vents ont renversé des nombreux arbres, endommagé des maisons et causé des pannes électriques importantes sur l'est du New Jersey et de l'État de New York, ainsi qu'au Massachusetts,,. Le vent maximal de 100 km/h rapporté à l'aéroport international John F. Kennedy a causé des dommages mineurs aux toits des édifices de la ville de New York, conduisant à la fermeture de certaines rues, faisant quatre blessés dont un sérieusement et perturbant la commémoration des événements du 11 septembre 2001,. Les dommages s'élèvent à environ 240 000 $US (2002).

### Provinces Atlantiques

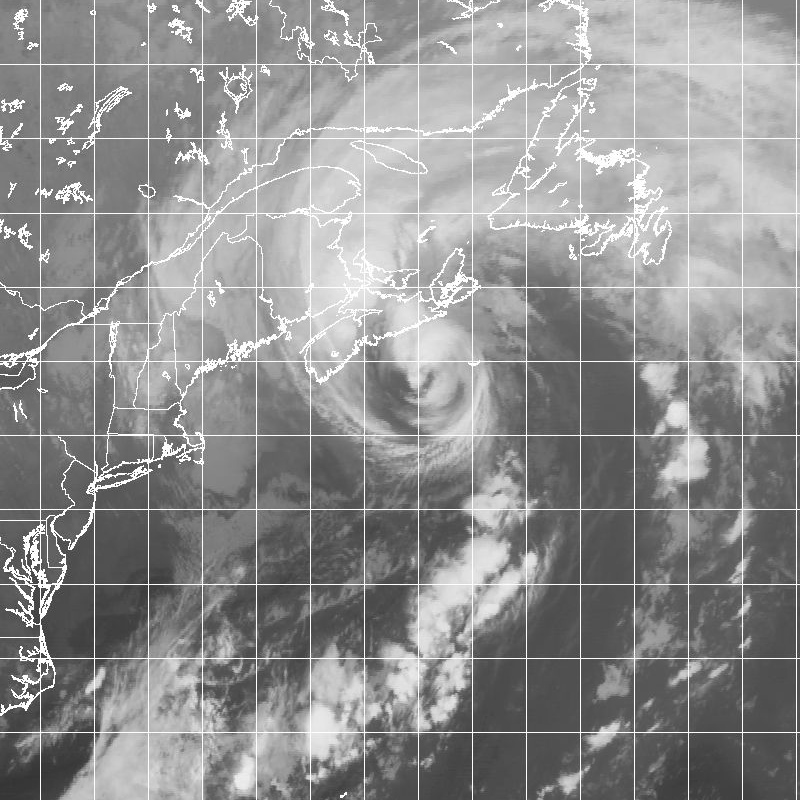
Gustav avant son arrivée en Nouvelle-Écosse

Au Canada, Gustav a perdu graduellement ses caractéristiques tropicales mais ses pluies diluviennes, son onde de tempête et ses vents forts ont causé de nombreux dommages dans les provinces atlantiques. Les plus importantes quantités de pluie ont été observées en Nouvelle-Écosse où on a relevé partout des accumulations de plus de 50 mm, avec un maximum de 102 mm à Ashdale. Les vitesses maximales de vent enregistrées étaient de 122 km/h à l'île Saint-Paul et à l'île de Sable en Nouvelle-Écosse. Ils soufflèrent à 100 km/h durant plusieurs jours sur Terre-Neuve, à l'approche et après le passage de Gustav. Dans tout le sud du golfe du Saint-Laurent, les conditions d'onde de tempête ont coïncidé à quelques heures près avec une marée haute astronomique, ce qui a entraîné des inondations locales sur les côtes.
On ne déplorera aucune perte de vie et les dommages furent minimaux. Des arbres sont tombés sur des lignes d'électricité dans certaines régions du Nouveau-Brunswick, de l'Île-du-Prince-Édouard et de la Nouvelle-Écosse causant des pannes. Le pont de la Confédération, reliant le Nouveau-Brunswick et l'Île-du-Prince-Édouard, a été fermé aux gros camions et le premier service de traversier du matin a été annulé. Les vents violents et de fortes vagues ont causé de l'érosion sur la plage et projeté des débris devant les chalets le long du détroit de Northumberland. Gustav s'est ensuite dirigé vers Terre-Neuve et le départ du traversier de Marine Atlantique a été annulé en matinée vers Port-aux-Basques en raison des vents forts.
Il est à noter que Gustav est le premier ouragan à frapper le Canada qui a été capté sur un radar météorologique utilisant l'effet Doppler-Fizeau. Passant à seulement 20 ou 30 km au sud-est de la nouvelle station de Marion Bridge (Cap-Breton, N-É) du réseau canadien de radars météorologiques, les données recueillies par le radar montrèrent que Gustav était en train de passer du stade de tempête tropicale à celui de tempête extratropicale.